# 荻須高徳

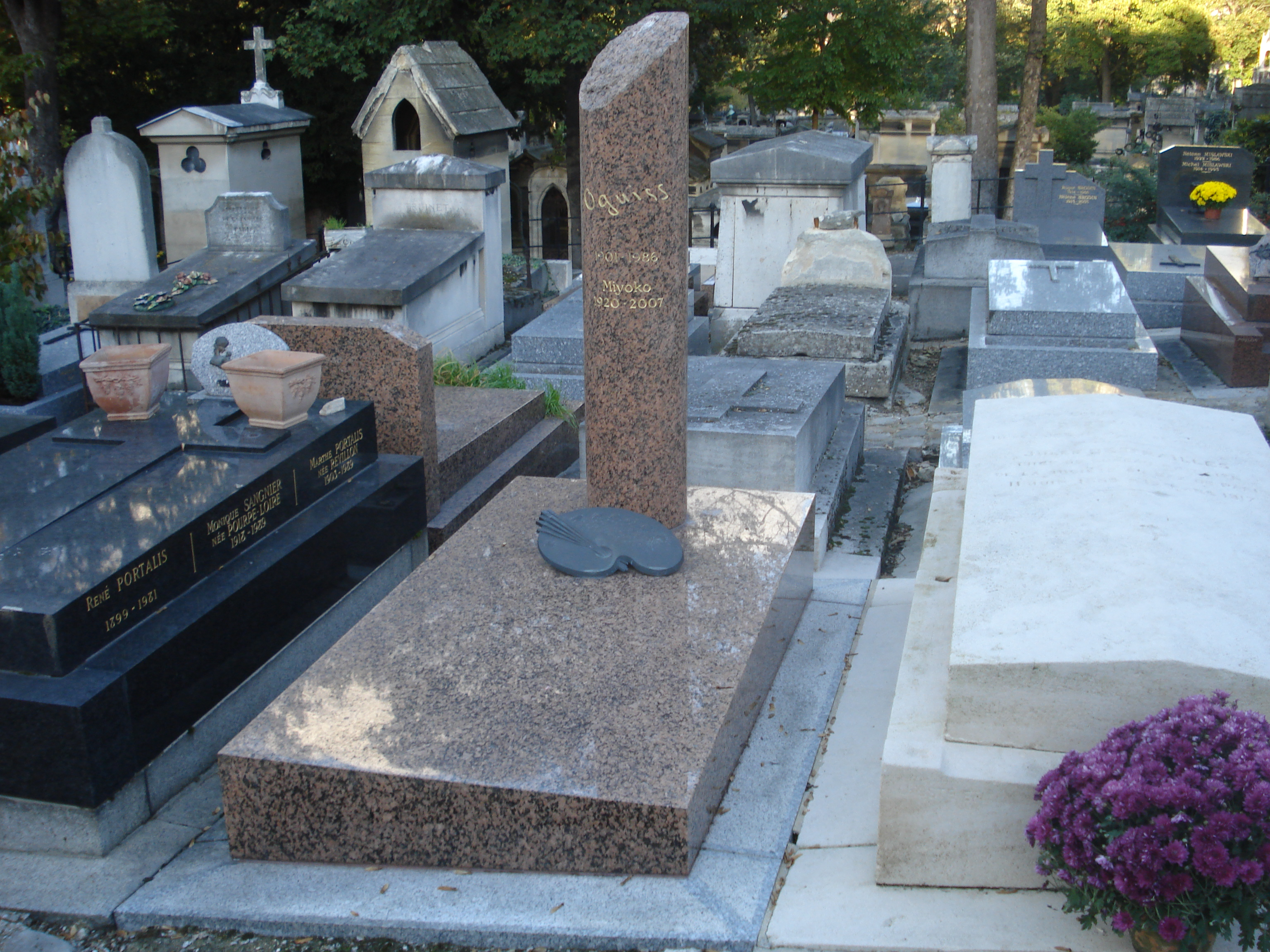
モンマルトル墓地

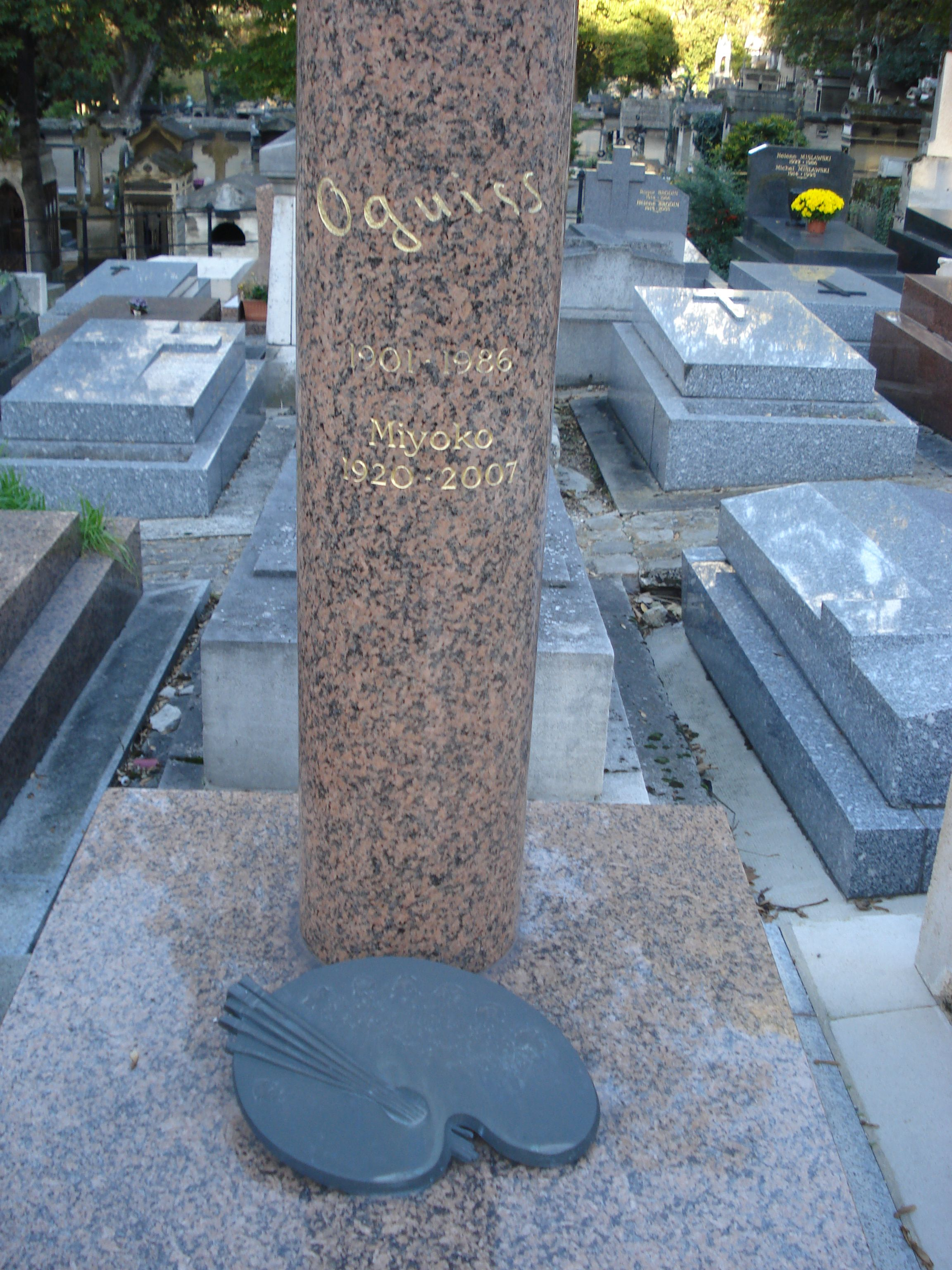
モンマルトル墓地

荻須 高徳（おぎす たかのり、仏: Takanori Oguiss、1901年11月30日 - 1986年10月14日）は、大正・昭和期の洋画家。愛知県中島郡井長谷村（現在の稲沢市井堀高見町）出身。小磯良平は東京美術学校（現・東京藝術大学）の同期生。新制作協会会員。

## 略歴
1901年（明治34年）、愛知県中島郡（現・稲沢市）の地主の子として生まれる。愛知県立第三中（現・愛知県立津島高等学校）を経て、1921年（大正10年）に上京。小石川（現・文京区）にあった川端画学校に入り、藤島武二に師事する。同年、東京美術学校（現・東京藝術大学）西洋画科に入学。1926年（大正15年）同校卒業と同時に渡仏。1928年（昭和3年）、佐伯祐三らとモラン写生旅行を行い、佐伯の死にも立ちあう。
荻須は画家として活動期間の大半をフランスの首都パリで過ごした。初期の作品は佐伯祐三と同じく、ヴラマンクやユトリロの影響が見受けられ、パリの街角、店先などを荒々しいタッチで描いたものが多かったが、その後穏やかなタッチで造形性に富んだ構成でパリの都市風景を描くようになる。
荻須の画家としての最初の成功は1928年（昭和3年）のサロン・ドートンヌ入選であった。1934年（昭和9年）には最初の個展をジュネーヴで開催。この頃から、作風も佐伯と見分けのつかないようなものから、落ち着いた色調、静寂さを備えたものへと変化していく。1936年（昭和11年）サロン・ドートンヌ会員に推挙され、フランスでの地位を確立したかに見えたが、1939年（昭和14年）に戦況悪化のため一時帰国を余儀なくされる。この時サロン・ドートンヌ出品作がパリ市買上げとなった。帰国後は新制作派協会の会員となる。
終戦後の1948年（昭和23年）、日本人画家として戦後初めてフランス入国を許可され再び渡仏。以後死去するまでパリで制作活動を行うことになる。1981年（昭和56年）にはフランス国立造幣局が荻須高徳の肖像を浮彫にしたメダイユを発行。後に同国大統領となるシラク・パリ市長（当時）は「最もフランス的な日本人」と彼を評した。同年文化功労者に選定され、10年ぶりに帰国したのが祖国の地を踏む最後となった。帰国の際に出身地である稲沢市を訪問し、稲沢市荻須記念美術館の建設地を訪れている。
1986年（昭和61年）10月14日、パリのアトリエで制作中に倒れ死去、84歳だった。死の一週間前ほど前に文化勲章受章が内定していたため、11月3日には死去日に遡って同章が追贈された。
墓はパリのモンマルトル墓地にある。

## 個人美術館
- 稲沢市荻須記念美術館

## 主な作品
- 『広告塔』（1928）
- 『サン・タンドレ・デザール広場』（1938）（ポンピドゥーセンター所蔵）
- 『モンマルトル裏』（1940）（東京国立近代美術館収蔵）
- 『パリの屋根』（1950）
- 『金のかたつむり』（1978）（稲沢市荻須記念美術館収蔵）

## 受賞・栄典
- 1956年 レジオン・ド・ヌール勲章[2]
- 1972年 勲三等旭日中綬章、中日文化賞[4]
- 1974年 メダイユ・ド・ヴェルメイユ[2]
- 1981年 文化功労者[2]
- 1986年 文化勲章[2]